# 97786 Oauam
97786 Oauam este o planetă minoră (asteroid) din centura de asteroizi. A fost descoperită pe 5 iulie 2000 la Ondřejovská hvězdárna⁠(d) de Petr Pravec⁠(d) și a fost numită după Obserwatorium Astronomiczne Uniwersytetu im. Adama Mickiewicza w Poznaniu⁠(d). 
Obiectul prezintă o orbită caracterizată de o semiaxă mare de 2,3451394344293 UAi, o excentricitate de 0,24343449460575, o înclinație de 2,4284147819371 ° în raport cu ecliptica.